# Кераміка

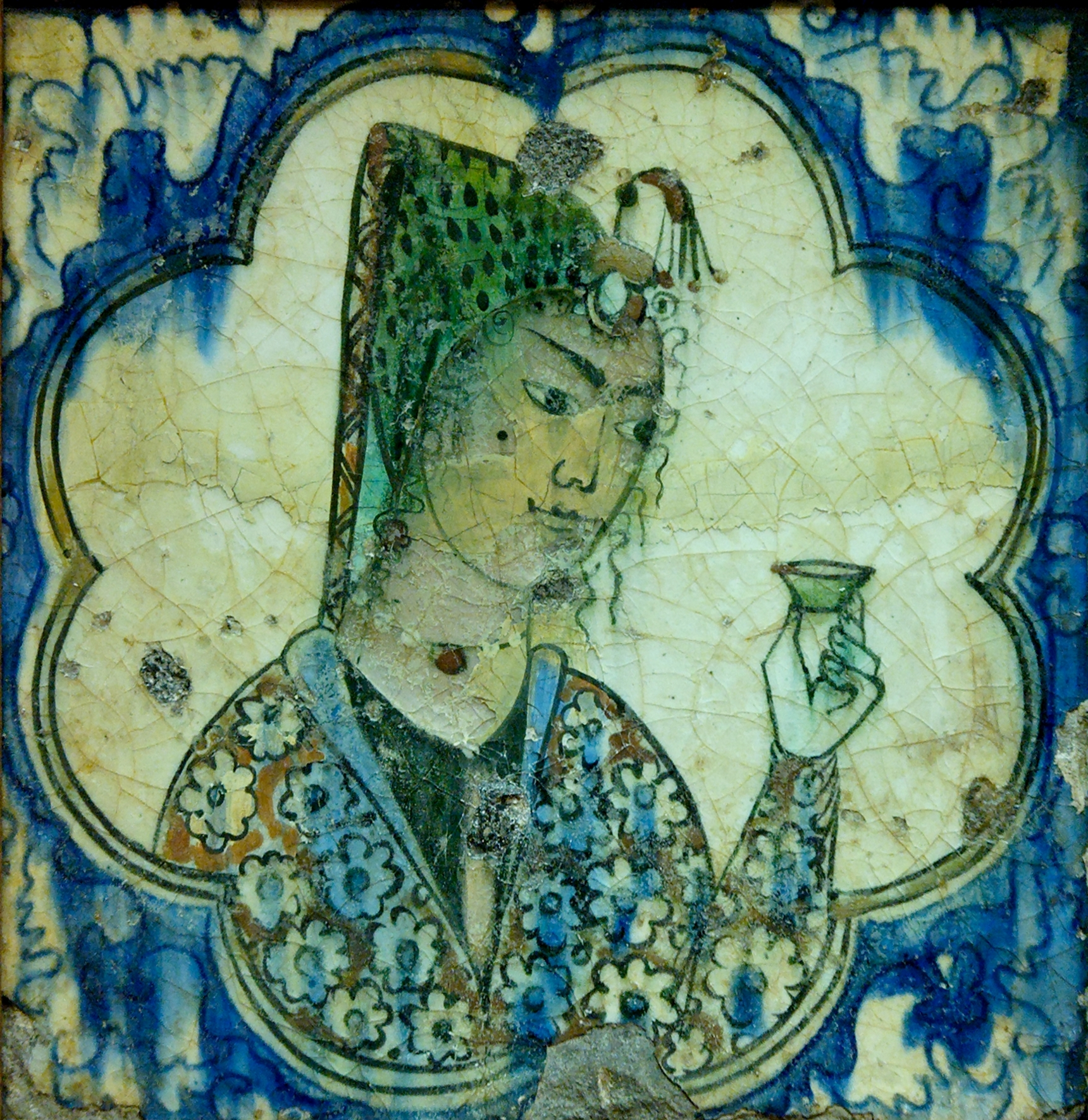
Кахля «Дівчина з чаркою», Північно-західна Персія, кінець 17 ст., (Лувр, Париж)

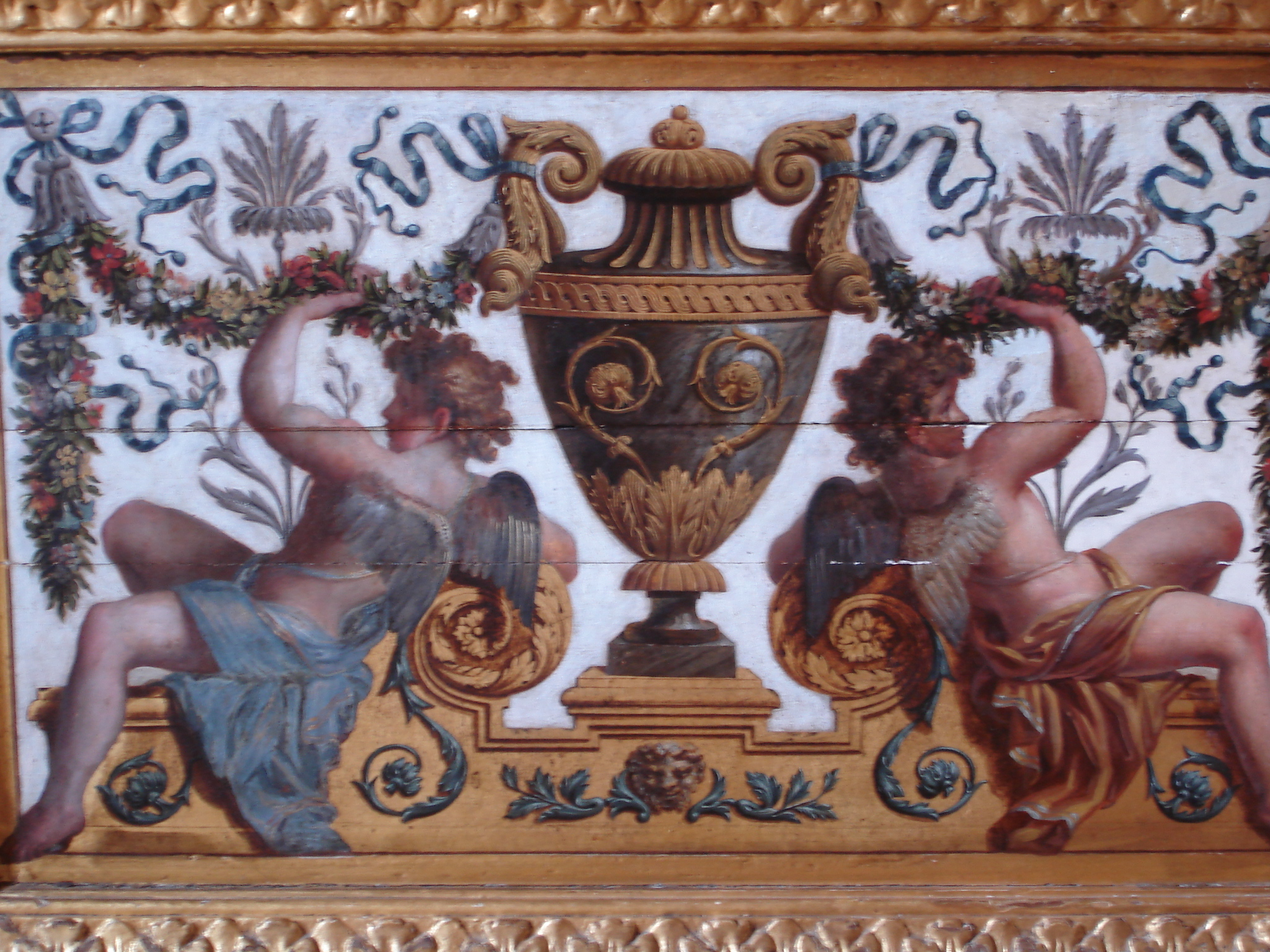
Фаянсове панно з розписом, Люксембурзький палац, Париж

Кера́міка — неорганічні, неметалічні тверді вироби, вироблені дією тепла з подальшим охолодженням. Керамічними називають вироби та матеріали, що отримуються внаслідок спікання глин і їхніх сумішей з мінеральними додатками, а також оксидів і їхніх сполук. Кераміка з'явилася в епоху неоліту.

## Термін
Термін кераміка походить від грец. Κεραμεικος — «гончарна глина, плитка, кераміка». грец. Κεραμεικος —Керамікос — назва кварталу гончарів в Стародавніх Афінах.

## Різновиди керамічних виробів
Керамічні вироби, різняться між собою не стільки ступенем обробки, скільки, насамперед, складом маси, з якої виробляються, і родом глазурі, якою поливаються. Всі вироби кераміки в цьому відношенні поділяються на 2 групи: щільні й пористі.
Щільними називаються такі, які під дією високої температури при випаленні сплавилися або злилися до однорідної твердої маси, на зламі вони нагадують скло, напівпрозорі, не вбирають в себе воду й при ударі об сталь викрешують іскри. До таких виробів належить, наприклад, порцеляна.
Натомість, пористі вироби нещільні, на зламі також пористі, легко ламаються, пропускають крізь своє тіло воду, якщо полива пошкоджена. До таких виробів належить, наприклад, фаянс.
Окрім того, є мішані різновиди, що поєднують властивості обох типів. Ті й ті бувають покриті поливою, або ж її не мають. Звичайна цегла є пористим виробом без поливи і нижчої якості за родом матеріалу.

### Щільні
До щільних гончарних виробів належать:
- Порцеляна тверда, маса якої майже сплавлена, дрібнозерниста, напівпрозора, пружно-дзвінка, однорідна, тверда, що не піддається дії ножа, на зламі раковистий, 2,07-2,49. Вона містить каолін, або порцелянову глину, а також такі речовини, як польовий шпат, крейда та кварц. Полива складається з того ж польового шпату з гіпсом, як і сама маса; оксиди олова та свинцю ніколи не входять до складу порцелянової глазурі. Порцеляна зазнає подвійного випалу: слабкого до покриття поливою і дуже сильного після покриття поливою.
- Порцеляна м'яка легше плавиться, ніж тверда; французька містить масу майже склянисту, з прозорою свинцевою глазур'ю; маса англійської порцеляни складається з каоліну, кремнезему, гіпсу і кістяного попелу. Полива складається з крейди, кремнезему, бури й оксиду свинцю, легше плавиться, ніж сама порцеляновий маса, а тому перший випал має бути сильніший, ніж вторинний.
- Бісквіт, тобто порцеляна тверда, неглазурована; маса така сама, як у порцеляни.
- Паріян має склад маси, схожий на англійську, тугоплавка, жовтуватого кольору, без глазурі.
- Kappapa — середня між паріяном та кам'яними виробами, слабкопрозора, білого кольору.
- Кам'яні вироби складаються з щільної дрібнозернистої маси, білої або забарвленої, що видає звук і на краях зламу просвічує, вони бувають ординарні й ніжні (Джозайя Веджвуд).

Маса ординарних виробів складається з пофарбованої вогнетривкої глини, піску й шамотної маси, іноді буває без глазурі; зазвичай покрита дуже тонким шаром, що утворюється від осадження кинутої під час випалу кухонної солі. Маса ніжних виробів складається з вогнетривкої глини, кварцу й гіпсу, іноді підфарбована.

### Пористі
До пористих керамічних виробів належать такі різновиди:
- Фаянс ніжний — суміш вогнетривкої глини з кремнеземом; покривається прозорою поливою, має основну масу непрозору, недзвінку.
- Фаянс звичайний, що іноді називається майолікою, має масу червонувато-жовту; після випалу глини з додаванням глинистого мергелю покривається непрозорою олив'яною поливою.
- Теракота, або обпалена штучна кам'яна маса, що складається з очищеної глини й перетовченого в порошок гончарного бою, без глазурі. Вживається для оздоблення ваз, архітектурних прикрас тощо.
- Вироби гончарні звичайні, маса яких складається з глини й глинистого мергелю з непрозорою свинцевою глазур'ю.
- Вироби зі звичайної та вогнетривкої глини: будь-який вид цегли, черепиця, дренажні труби тощо.

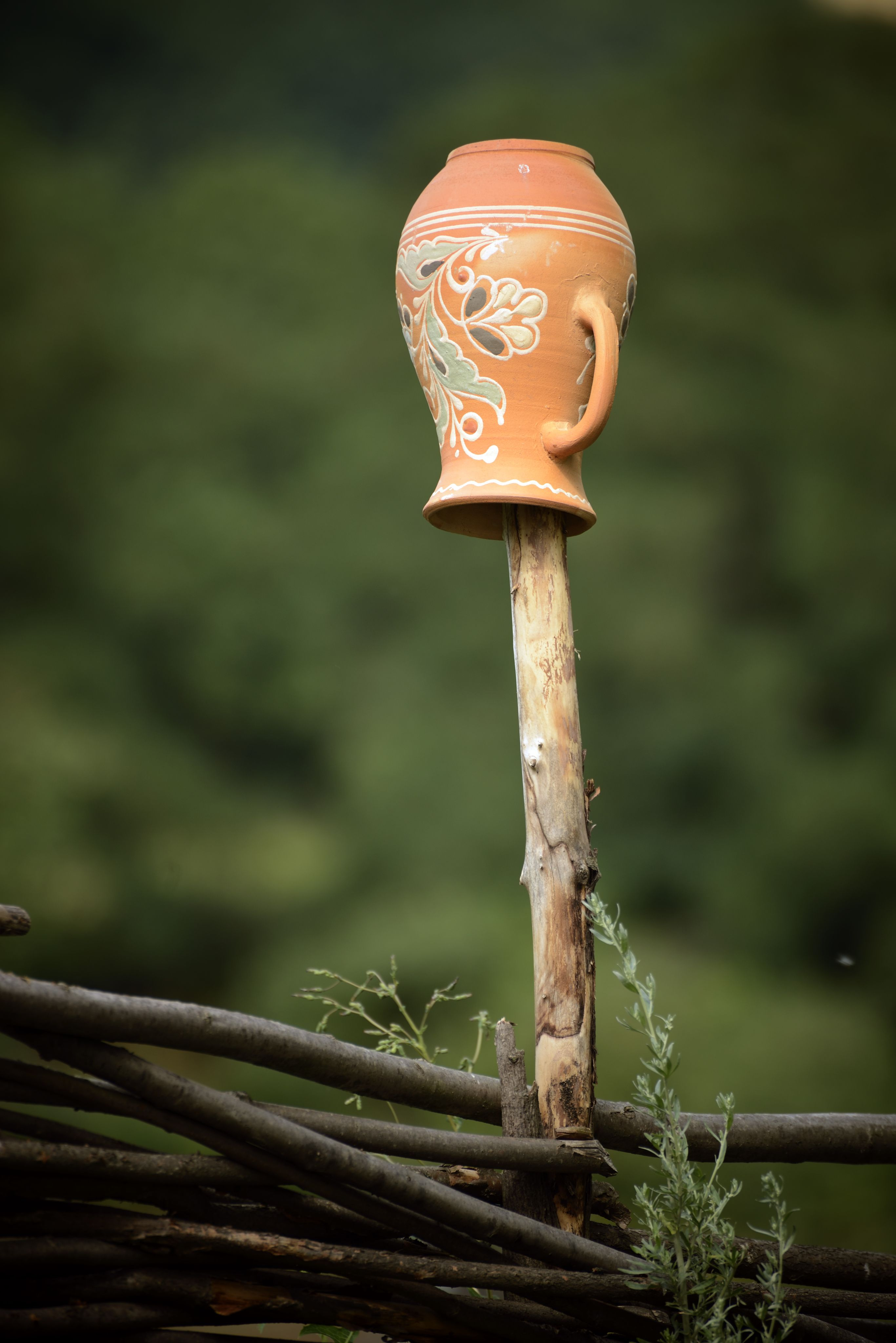
Вироби гончарні звичайні
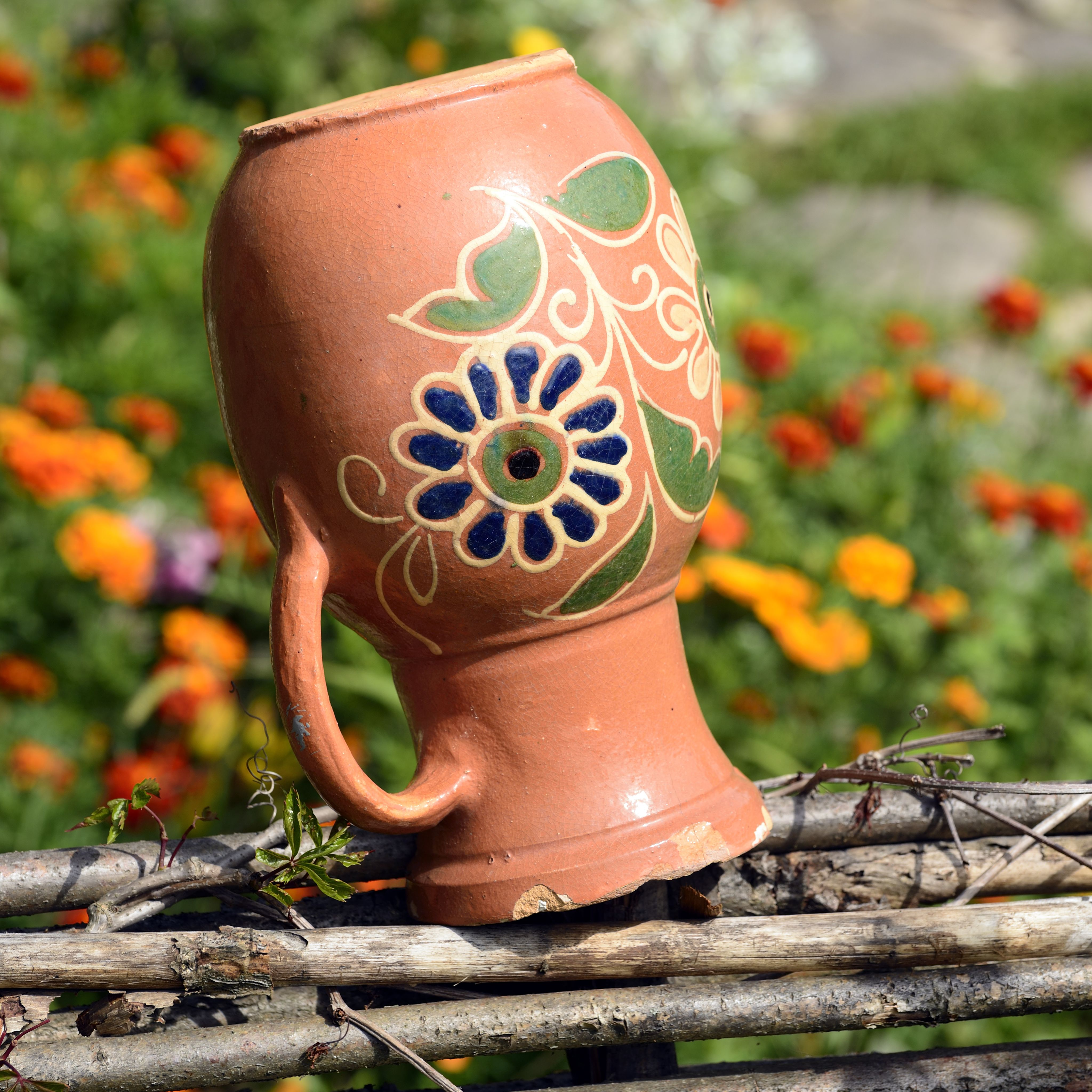
Вироби гончарні звичайні
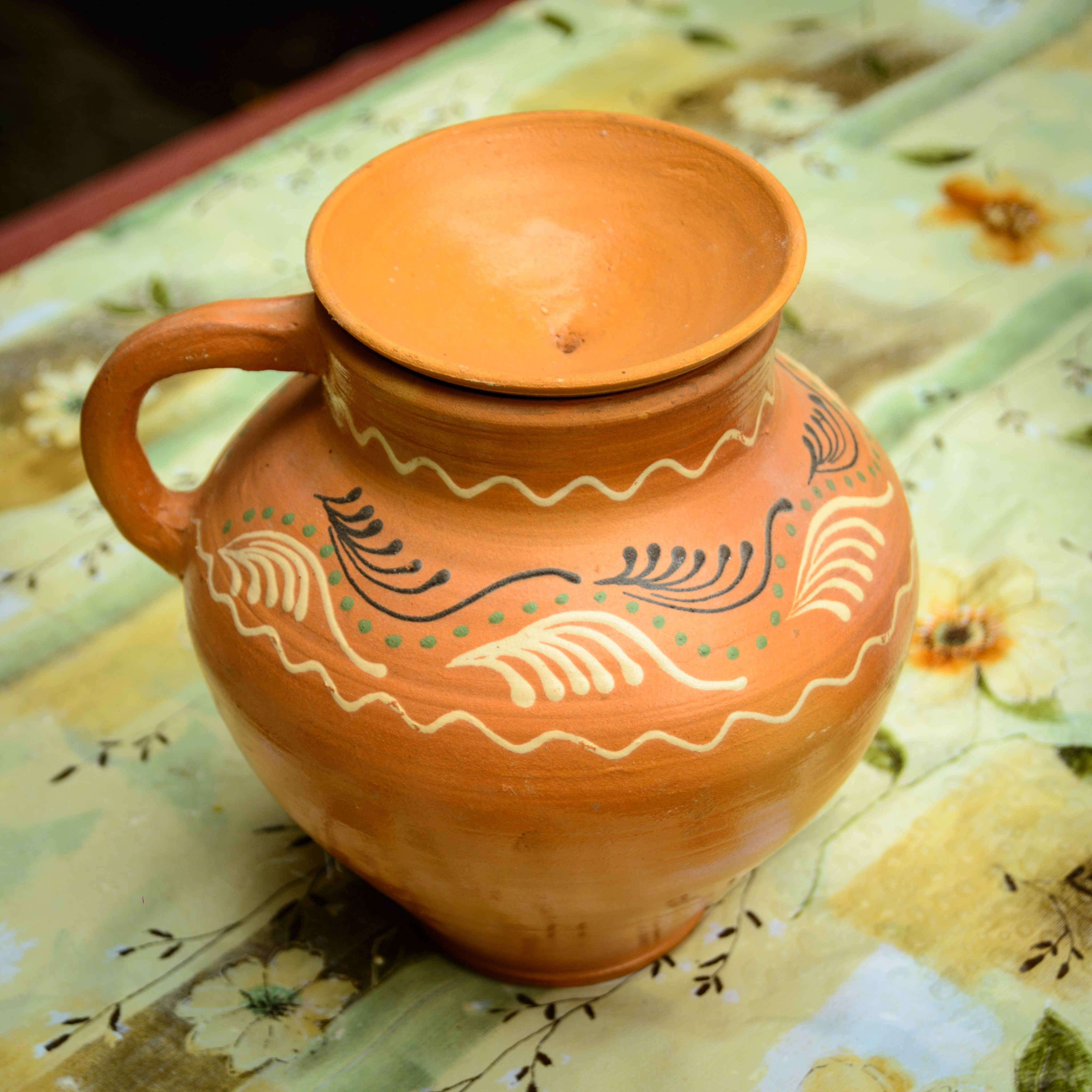
Вироби гончарні звичайні
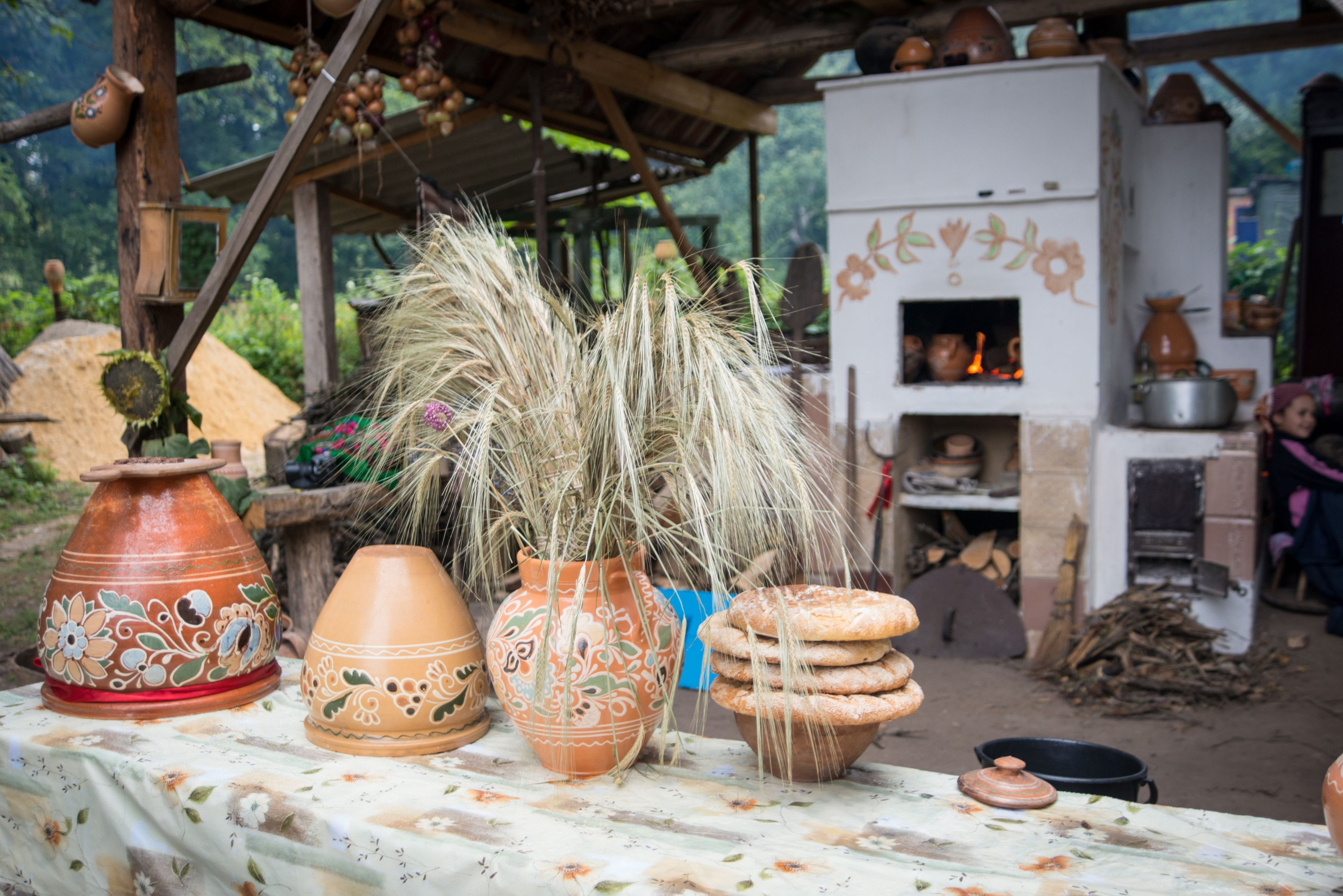
Вироби гончарні звичайні
Кераміка. Опішня.

## Черепиця (галерея)

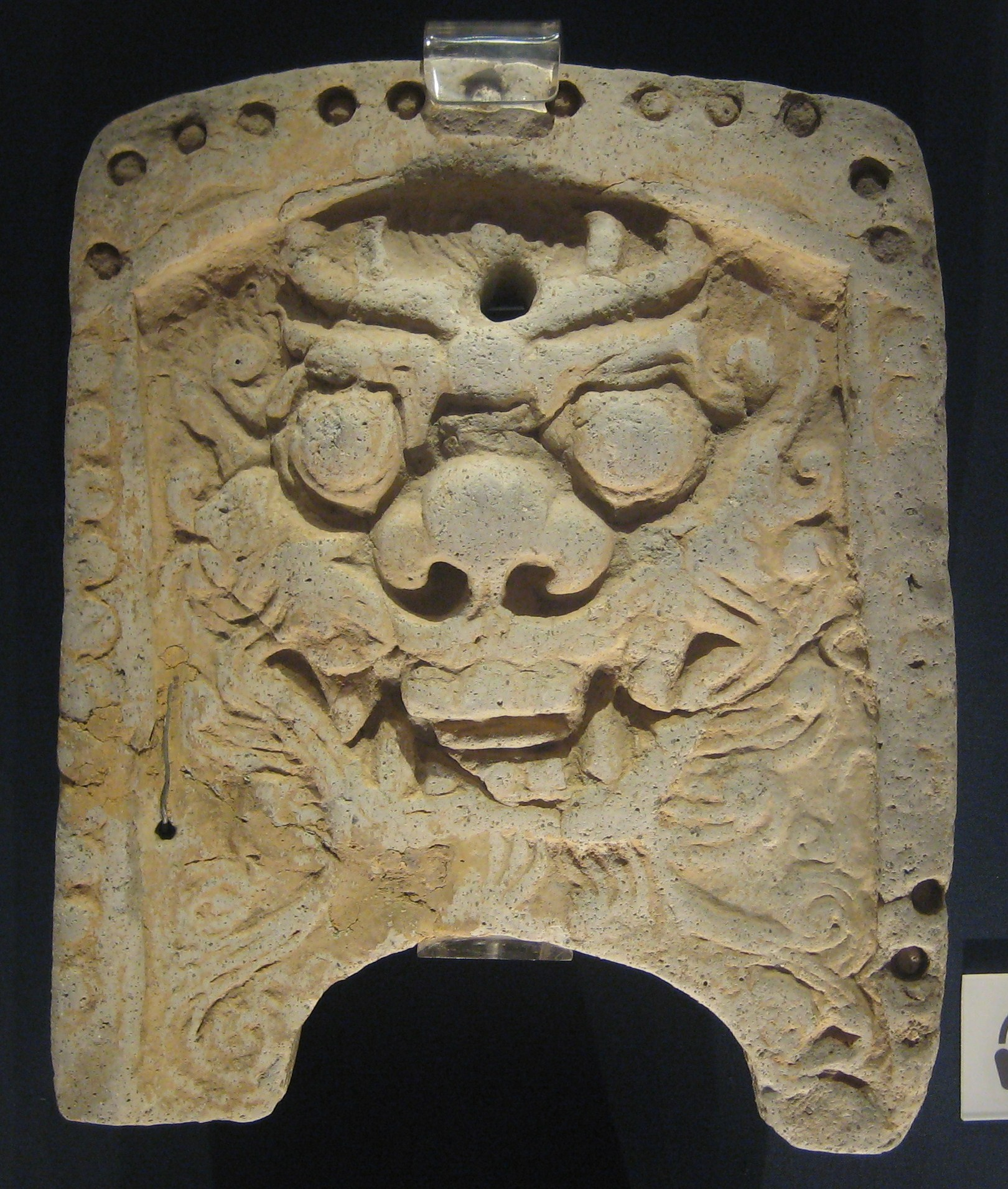
Корейська дахівка, восьме ст. н.е., Британський музей
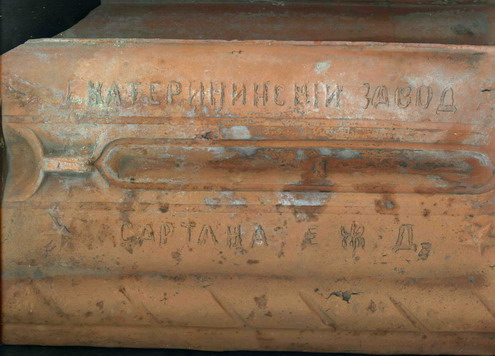
Катерининський керамічний завод, САРТАНА, Маріуполь. Початок 20 ст.
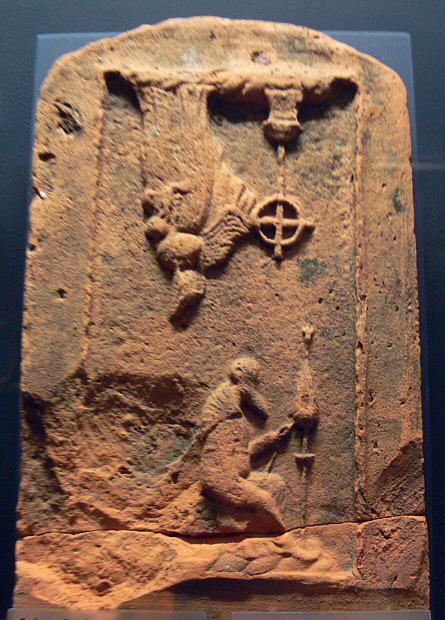
Дахівка з Німеччини з фігурами жінок за прялками
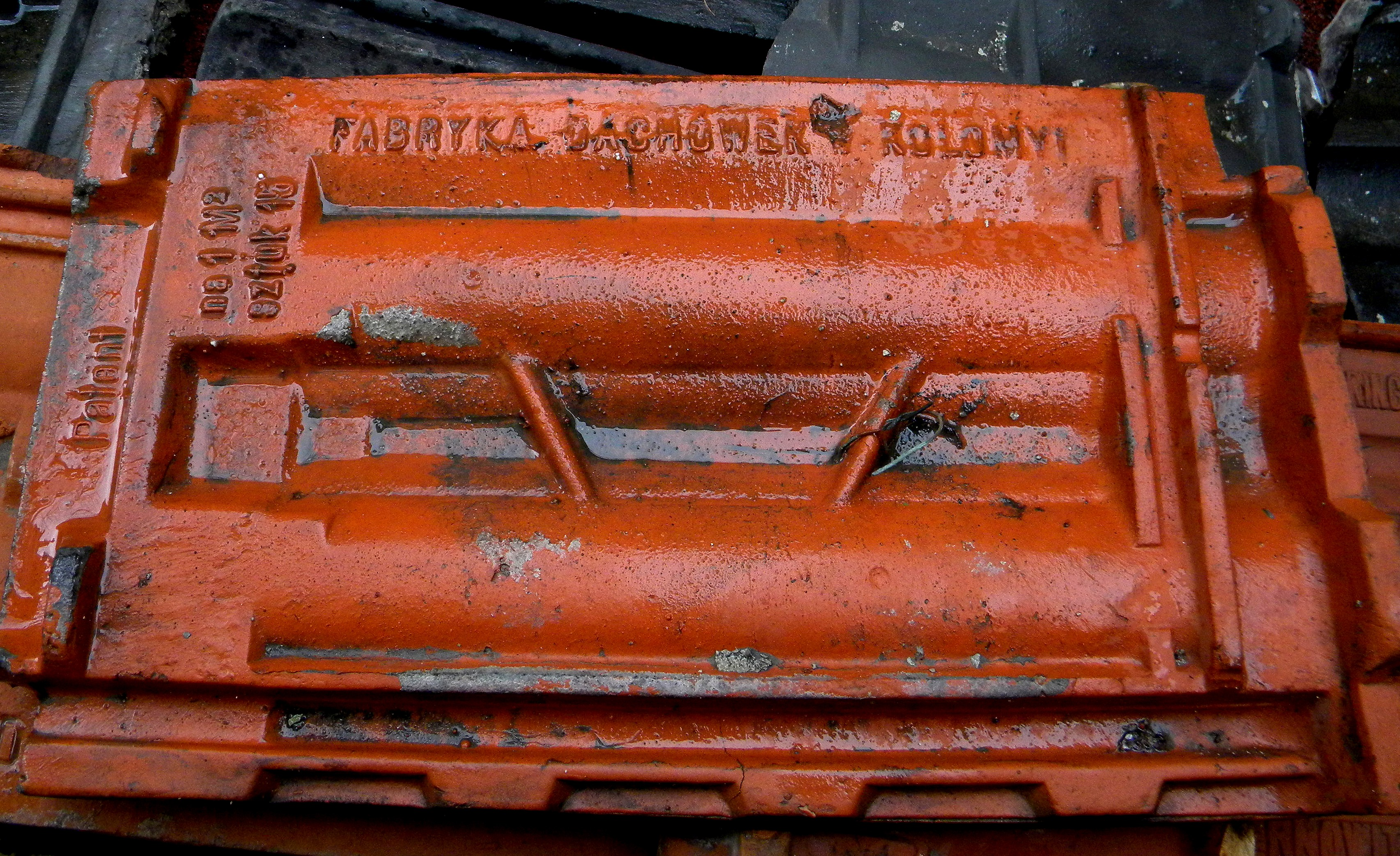
Коломия, фабрика дахівок
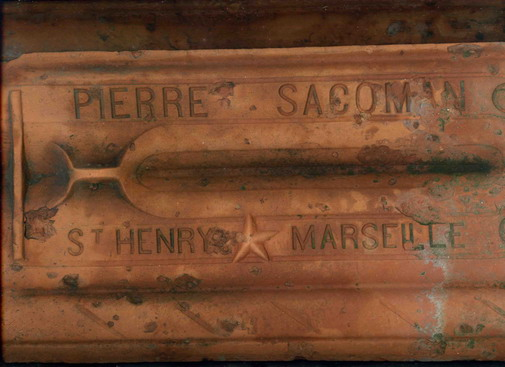
Дахівка марселька, знайдена в Маріуполі, початок 20 ст.
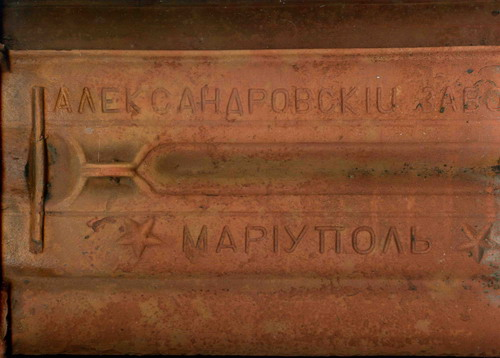
Маріуполь. Александрівський керамічний завод, початок 20 ст.
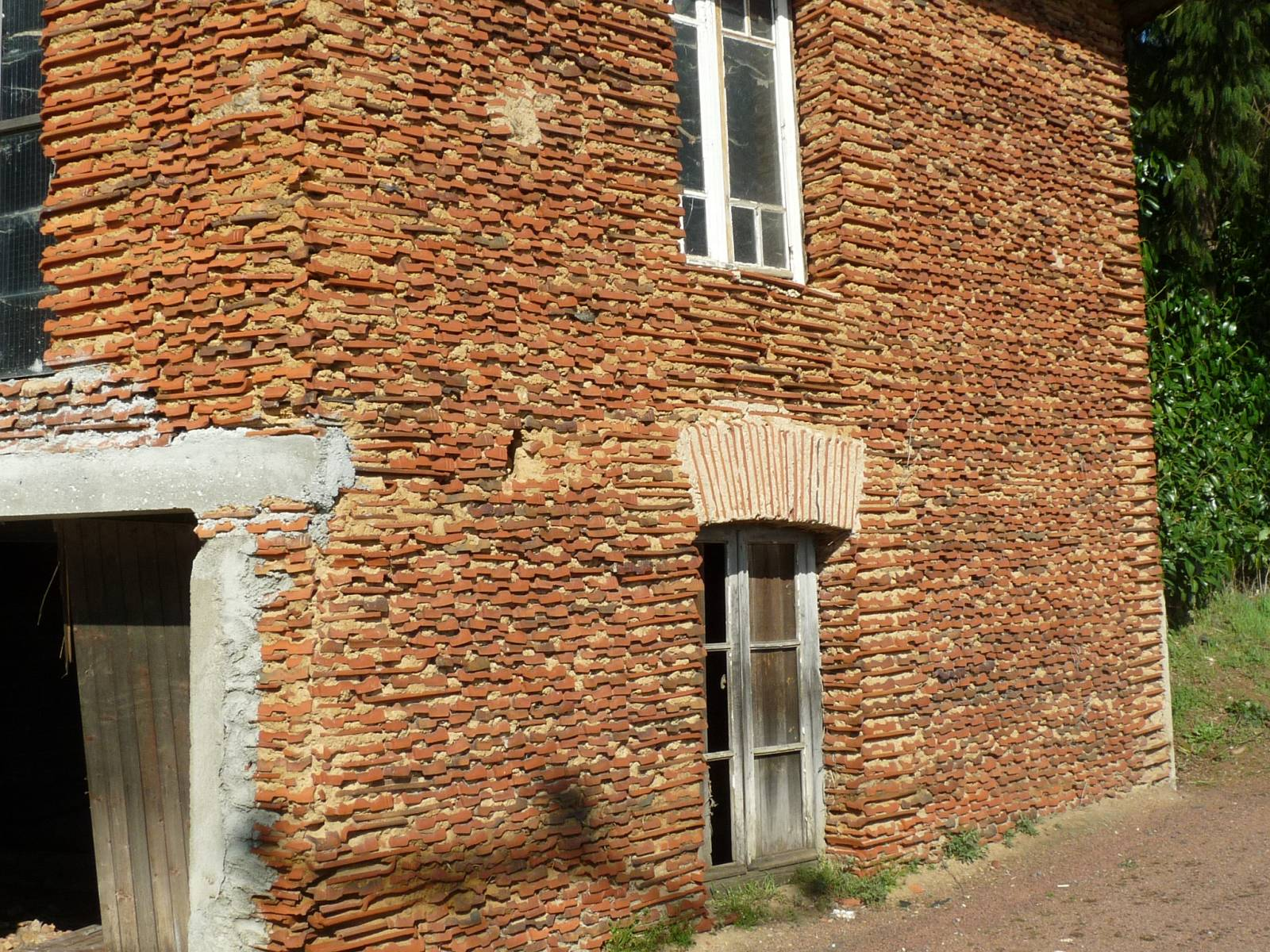
Стара дахівка, використана як цегла, Каринтія

## Художня кераміка

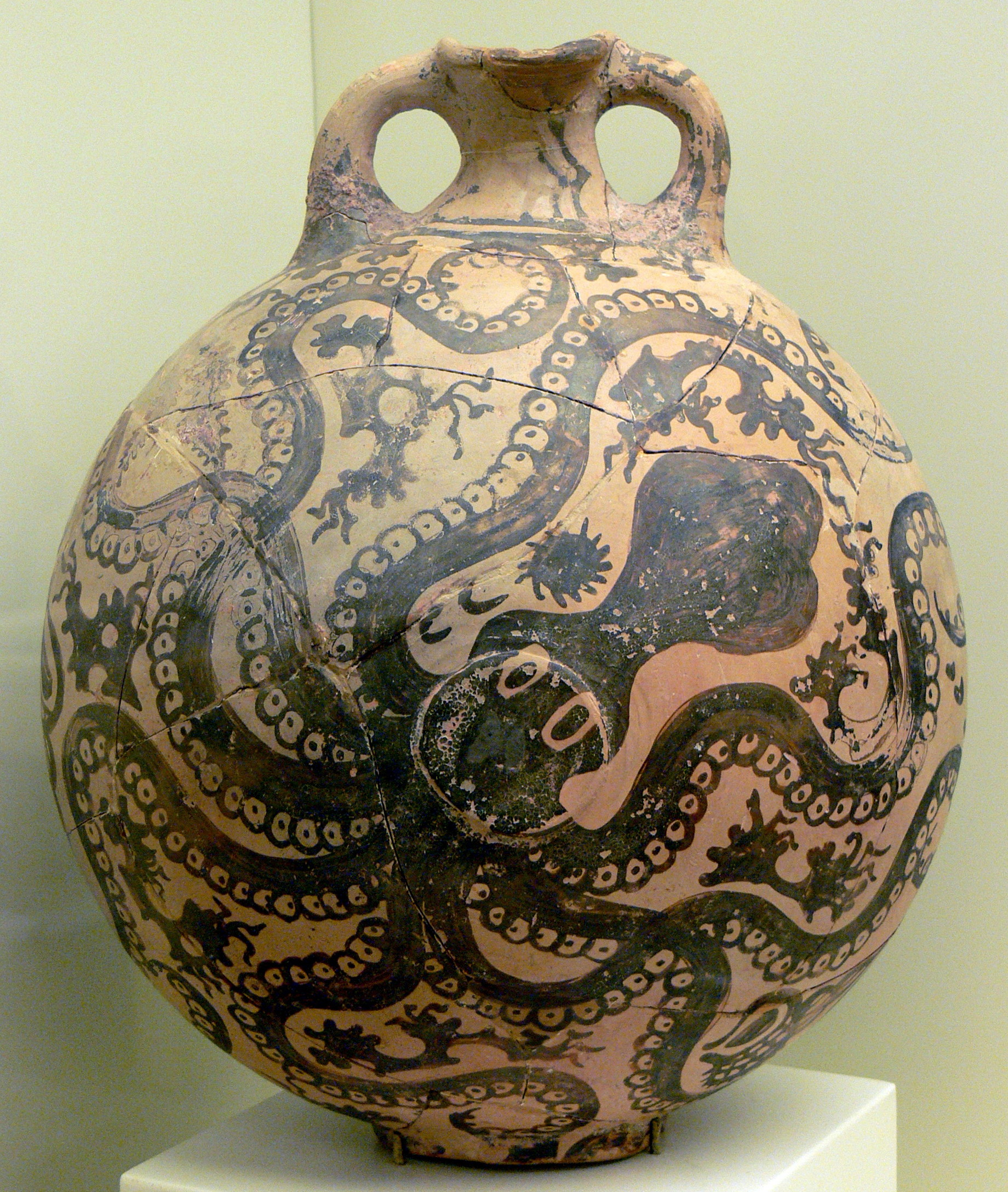
«Ваза з восьминогом», 1500-ті роки до н.е. Археологічний музей Іракліону

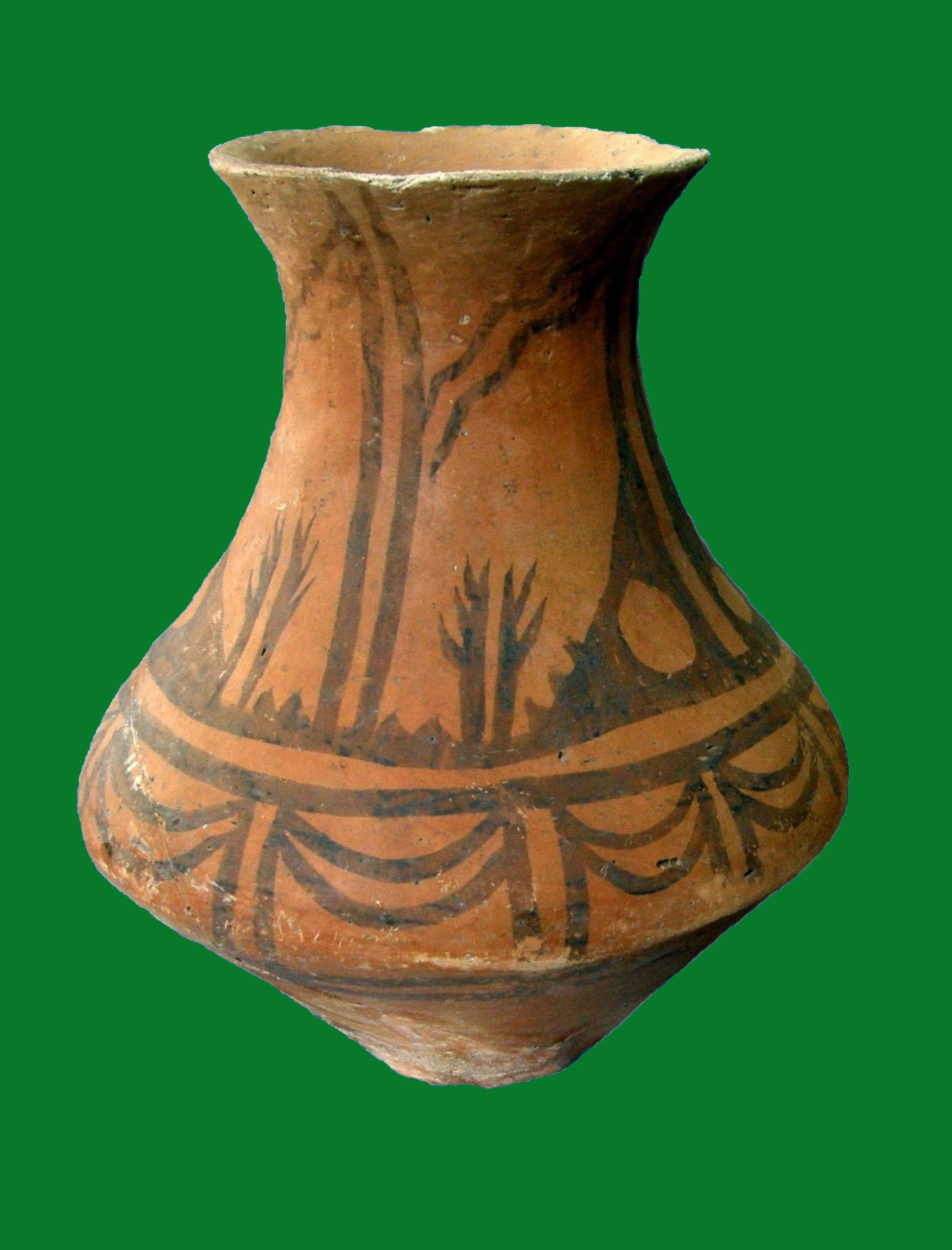
Глек. IV тис. до н. е. Поселення Косенівка

Витвори художньої кераміки з'явились давно. На теренах України існувала Трипільська культура, котра набула найбільшого розквіту між 5500 та 2750 роками до нашої ери і яка мала власну кераміку. Археологічні розкопки на острові Крит здивували вчених і прихильників мистецтва, бо тоді були віднайдені зразки художньої кераміки надзвичайно високої мистецької вартості. Якщо попередні зразки кераміки Середземномор'я (горщики, вази) 3000 до н. е. мають прості геометричні узори, то розписи пізніше ускладнюються і наближаються до реалістичних.
Вже в 1700 роках до н. е. з'являються вази різні за формою та суцільно вкриті рослинними малюнками. За місцем знахідки в печері Камарес цю назву отримала і віднайдена кераміка. Гнучка, приємна за силуетом форма цих ваз прикрашена таким своєрідним орнаментом, що здається сміливим витвором художника-модерніста 20 століття. Навіть схематичне зображення квітів дало змогу дослідникам розрізнити тюльпан, дикі лілеї, плющ. Ускладнилось навіть використання фарб. Особливо цікавою була ваза з білою лілеєю на фіолетовому тлі.
Наближеність до Середземного моря і рибальський промисел познайомили майстрів з мешканцями моря і морського дна. Вони теж переходять в розписи на вазах. 5 століттям до н. е. датують появу ваз з розписами, де є риби, морські мушлі, морські зірки. Це, так звані, рибні блюда.
Серед знахідок цього періоду були й уламки гарбузоподібної вази в містечку Гурнія. Нестача деяких черепків не стала на заваді до відтворення первісної форми. Чисто вимита і склеєна ваза вразила зображенням восьминога серед коралів і водоростей. Вона увійшла у всі енциклопедії з мистецтва під назвою «Ваза з восьминогом» і вважається шедевром кераміки Стародавньої Греції (Археологічний музей Іракліону, острів Крит). Про популярність вази з восьминогом свідчить і ваза, віднайдена в Палекастро. Там майже такий же мешканець морів, але на вазі кулеподібної форми.

## Вироби

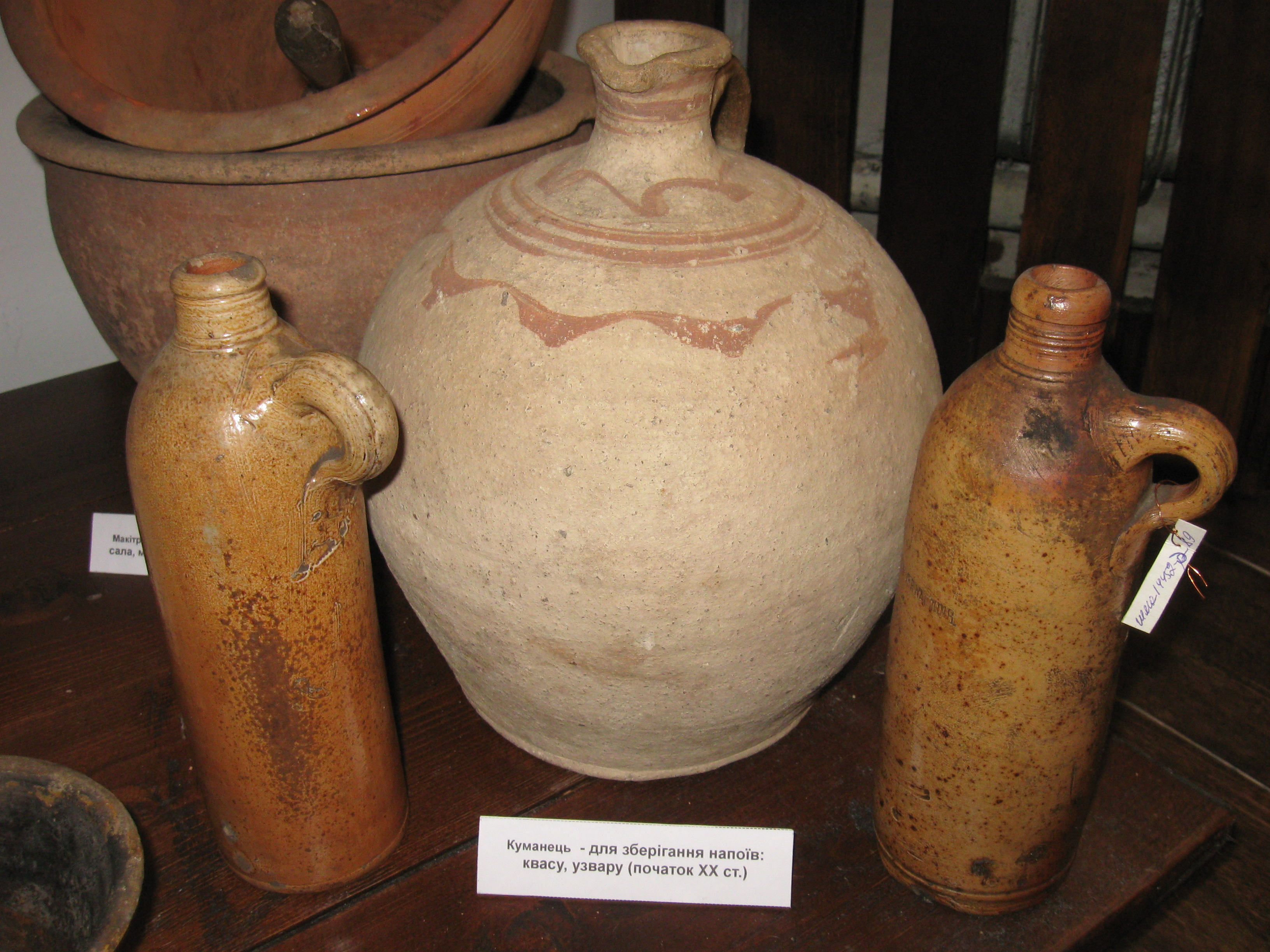
Куманець, Шепетівський музей. Кераміка початку 20 ст.

Із кераміки виготовляють посуд, цеглу, черепицю, труби, скульптури, ножі, а також керамічні покриття тощо.  
Пластично-фактурне оздоблення в кераміці має такі технічні різновиди: ажур, контррельєф, фактура “ниток” і каменю, рельєф (плоский і високий), а також круглий ліпний декор.

## Промисловість
Суперкераміка, типу карбіду кремнію, легша, міцніша й термостійкіша, ніж сталь, тому використовується в двигунах літаків. Звичайно її відливають, оскільки в готовому вигляді вона погано піддається обробці.